# Virdimura
 (janvier 2022).
Virdimura, active vers 1376, est un médecin juif sicilien, la première femme officiellement certifiée comme ayant exercé la médecine en Sicile.

## Biographie

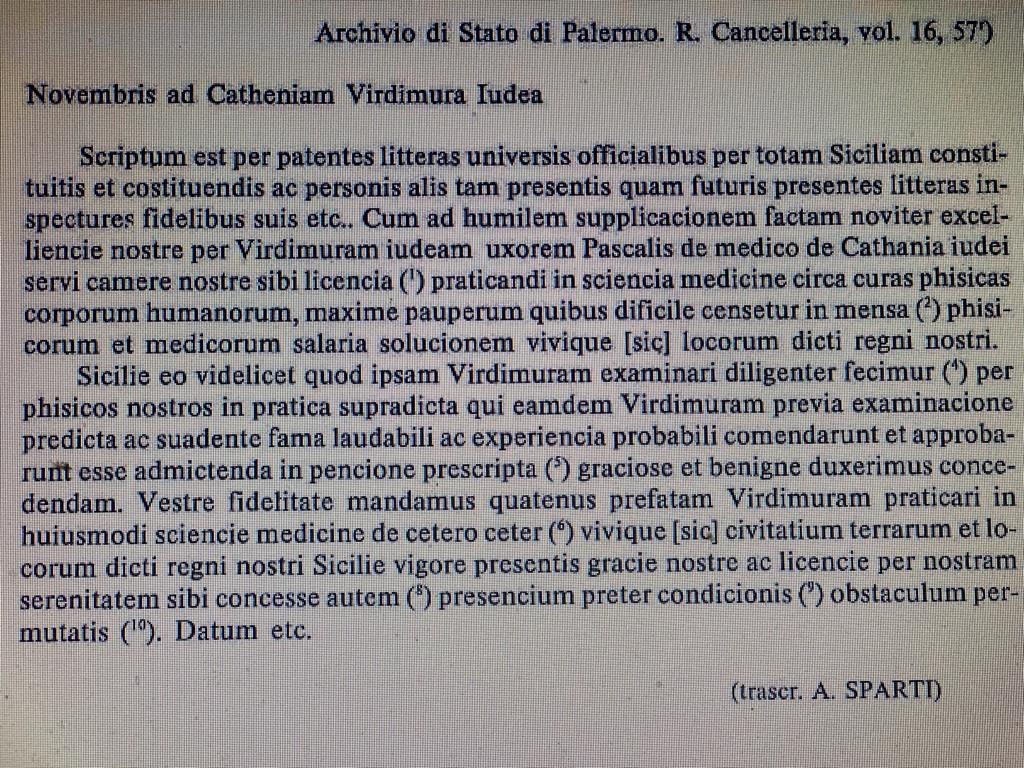
Transcription du document autorisant Virdimura à exercer la médecine dans tout le royaume de Sicile, conservé aux Archives d'État de Palerme.

Les quelques détails biographiques connus de Virdimura attestent qu'il s'agit d'une femme juive vivant à Catane, en Sicile, au XIVe siècle,.
Virdimura a été formée à la pratique de la médecine juive, probablement par son mari, Pasquale de Medico de Catane, que l'on suppose également être médecin,,,,.
Elle a obtenu une licence royale pour pratiquer la médecine à travers l'île de Sicile le 7 novembre 1376, avec l'approbation des médecins de la cour du roi de Sicile Frédéric III,. Virdimura a été invitée à passer des examens pour la certification. Ses patients ont également témoigné en son nom, et les documents d'autorisation indiquent que les examinateurs ont pris en considération les « éloges qui lui ont été universellement donnés »,.
Avec cette reconnaissance, elle est devenue la première femme médecin sur l'île et a voyagé dans toute la Sicile pour soigner les patients.
Virdimura s'est concentrée sur le traitement des patients pauvres et handicapés, leur faisant payer moins cher ses services que ses contemporains masculins,. Cela signifie probablement qu'elle traitait à la fois des patients féminins et masculins, ainsi que des Juifs et des Gentils,.

## Postérité
Le Prix international Virdimura, qui récompense les médecins à mission humanitaire, porte son nom.
En 2020, une place à Catane, dans le district de San Giovanni Galermo (it), porte son nom .